# Ійталь
Ійталь (фр. Illtal) — муніципалітет у Франції, у регіоні Гранд-Ест, департамент Верхній Рейн. Ійталь утворено 1 січня 2016 року шляхом злиття муніципалітетів Гренцинген, Енфлінген i Обердорф. Адміністративним центром муніципалітету є Обердорф. Населення — 1244 особи (01.01.2021).